# Бобровський (Маріїнський округ)
Бобро́вський (рос. Бобровский) — селище у складі Маріїнського округу Кемеровської області, Росія.

## Населення
Населення — 39 осіб (2010; 60 у 2002).
Національний склад (станом на 2002 рік):
- росіяни — 90 %